# Quintanar del Rey
Quintanar del Rey és un municipi de la província de Conca a la comunitat autònoma de Castella la Manxa, situat al sud de la província a 98 km de Conca. Té una superfície de 79,81 i en el cens de 2007 tenia 7563 habitants. El codi postal és 16220.

## Administració

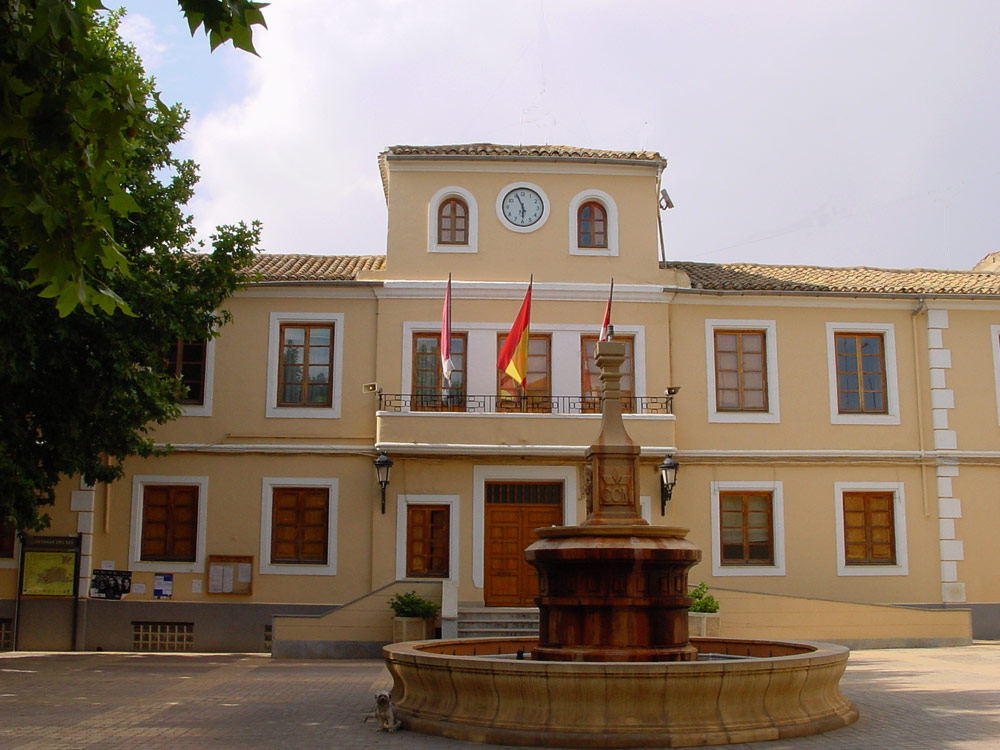
Ajuntament de Quintanar del Rey

| Període      | Nom de l'alcalde/-essa | Partit polític | Data de possessió |
| ------------ | ---------------------- | -------------- | ----------------- |
| 1979 - 1983  | Pedro Chumillas        | PSCM-PSOE      | 19/04/1979        |
| 1983 - 1987  | Pedro Chumillas        | PSCM-PSOE      | 28/05/1983        |
| 1987 - 1991  | Alfonso Zamora Talaya  | PSCM-PSOE      | 30/06/1987        |
| 1991 - 1995  | Pedro Chumillas        | PSCM-PSOE      | 15/06/1991        |
| 1995 - 1999  | Pedro González         | PSCM-PSOE      | 17/06/1995        |
| 1999 - 2003  | Pedro González         | PSCM-PSOE      | 03/07/1999        |
| 2003 - 2007  | Alfonso Zamora Talaya  | PSCM-PSOE      | 14/06/2003        |
| 2007 - 2011  | Martín Cebrián López   | PSCM-PSOE      | 16/06/2007        |
| 2011 - 2015  | n/d                    | n/d            | 11/06/2011        |
| 2015 - 2019  | n/d                    | n/d            | 13/06/2015        |
| 2019 - 2023  | n/d                    | n/d            | 15/06/2019        |
| Des del 2023 | n/d                    | n/d            | 17/06/2023        |

## Demografia
| 1991 |  | 1996 |  | 2001 |  | 2004 |
| ---- |  | ---- |  | ---- |  | ---- |
| 5809 |  | 6077 |  | 6575 |  | 7254 |